# Expédition de Qutbah ibn Amir
L'expédition de Qutbah ibn Amir, contre la tribu Banu Khath'am, se déroula en août 630 AD, 9AH, 2e mois, du Calendrier Islamique,,.